# Карл Браун (политичар)
Карл Јозеф Вилхелм Браун, познат и као Браун-Висбаден (Хадамар, 20. март 1822. — Фрајбург, 14. јул 1893), био је њемачки либерални политичар и писац.
Рођен је у Хадамару, студирао је класичну филологију и историју на универзитету Марбург и закон и политичку економију на универзитету Гетингену. Био је вођа либерала, залагао се за њемачко јединство и индустријску слободу. Био је посланик Рајхстага и један од оснивача конгреса њемачких економиста.